# Maksym Rylsky
Maksym Tadeyovych Rylsky ( em ucraniano: Максим Тадейович Рильський); 19 de março [Calend. juliano: 7 de março] 1895 em Kiev – 24 de julho de 1964) foi um poeta ucraniano, tradutor, acadêmico e doutor em ciências filológicas.

## Biografia
Rylsky nasceu em Kiev em 1895, filho de Tadei Rozeslavovych Rylsky e Melania Fedorivna. Seu pai era um ativista público, etnógrafo, publicitário e membro da “Kyiv Stara Hromada” (Comunidade Antiga), enquanto sua mãe era uma camponesa da aldeia de Romanivka, Zhytomyr Oblast. Rylsky recebeu seus primeiros ensinamentos em casa e depois frequentou a 3ª série do Kyiv Private Gymnasium de Volodymyr Naumenko em 1908. Durante seu tempo no ginásio, Rylsky tornou-se amigo das famílias de Mykola Lysenko e Oleksandr Rusov. De 1915 a 1917, ele estudou na faculdade de medicina da Universidade de Kiev. Quando a Universidade Popular Ucraniana foi criada em outubro de 1917, Rylsky foi transferido para sua faculdade de história e filologia.
Em decorrência da Guerra Ucraniana-Soviética, Rylsky deixou Kiev no final de 1917. Ele e seu irmão Ivan trabalharam na administração de alimentos na cidade de Skvyra e, mais tarde, como professores rurais em vilarejos próximos. Em 1918, simpatizantes bolcheviques em Romanivka forçaram Rylsky a fugir da casa de sua família, roubaram-na e destruíram o arquivo e a biblioteca de valor inestimável de seu pai.
Rylsky só retornou a Kiev em 1923, onde inicialmente trabalhou como professor.

## Trabalhos
Rylsky começou a escrever poesia quando jovem. Seu poema de estreia foi publicado em 1907 no jornal "Rada", e sua primeira coleção, "Nas Ilhas Brancas" (em ucraniano: На білих островах), foi lançado em 1910. Em 1918, seus poemas "Tsarevna" e "Na Beira da Floresta", assim como sua coleção "Sob as Estrelas de Outono", demonstraram que seu período de aprendizado e “amostragem de voz” havia passado. Sua coleção de 1922, “Blue Distance”, confirmou isso.
Durante a década de 1920, ele continuou a escrever vários poemas. Durante esse período, Rylsky publicou várias coleções de poesia, incluindo “Through Storm and Snow” (Através da tempestade e da neve) (1925), “The 13th Spring” (A 13ª Primavera) (1926), “Where Roads Meet” (Onde as estradas se encontram) e “Hum and Rumbling” (Zumbidos e ruídos) (ambas de 1929). Nessa última coleção, Rylsky também demonstrou sua habilidade como tradutor de poesia mundial, incluindo obras de Paul Verlaine, Valery Bryusov, Stéphane Mallarmé, Maurice Maeterlinck e outros. Uma tradução notável foi a de “Pan Tadeusz”, de Adam Mickiewicz.
Como representante da doutrina da “arte pura”, Maksym Rylsky foi ativo durante os anos em que os stalinistas adotaram a doutrina oficial do “realismo socialista”. Em 1937, ele se envolveu na reescrita do libreto da ópera Taras Bulba, de Mykola Lysenko, e mais tarde retornou às formas neoclássicas. Rylsky é um dos poetas ucranianos mais notáveis do século XX e um mestre do soneto moderno e do poema narrativo longo. Ele estava intimamente associado ao grupo neoclassicista de poetas ucranianos. Eles empregavam formas poéticas tradicionais com rima e métrica, escreviam em um idioma contemporâneo claro e acessível e frequentemente faziam referência à mitologia grega e romana antiga, bem como a vários outros autores da literatura mundial, em sua poesia.
Durante o período de guerra, ele escreveu dois poemas longos e magistrais que se desviaram do realismo socialista: "Sede" (1942) e "Viagem à Juventude" (1941–4), pelos quais foi novamente repreendido publicamente. Em 1942, tornou-se diretor do Instituto de Belas Artes, Folclore e Etnografia em Kiev, cargo que ocupou até sua morte em 1964. O Instituto agora leva seu nome. Durante sua vida, publicou cerca de 30 coleções de poesias originais, além de inúmeras traduções e trabalhos acadêmicos. Em 1974, quase cinco milhões de cópias de suas obras, no original ou em tradução, haviam sido publicadas na URSS.
Rylsky tornou-se membro do Partido Comunista em 1943 e foi eleito para o Soviete Supremo da União Soviética em 1946.

## Habilidades linguísticas e tradução
Rylsky era um tradutor com conhecimento de 13 idiomas e capacidade de traduzir de 30 idiomas. Ele se especializou em traduzir do francês, polonês e russo.

## Premiações

### Prêmios
- Prêmio Lenin, 1960 – por suas coleções de poemas "Daleki neboskhyly" (1959) e "Troyandy j vynohrad" (1957)
- Prêmio Stalin, 1943 – por suas coleções de poemas "Slovo pro ridnu matir", "Svitova zorya", "Svitla zbroya", "Mandrivka v molodist"
- Prêmio Stalin, 1950 – tradução para o ucraniano do poema "Pan Tadeusz" de Adam Mickiewicz